# Comité olympique monégasque
Pour les articles homonymes, voir COM.
Le Comité olympique monégasque (COM) est le représentant national de la principauté de Monaco au Comité international olympique (CIO) ainsi que le fédérateur des fédérations sportives monégasques. La mission du COM est notamment d'engager et de diriger les délégations sportives monégasques dans les différentes éditions des Jeux olympiques. 

## Histoire
Le comité est fondé en 1907 et reconnu par le Comité international olympique en 1953. Une ordonnance souveraine du 31 décembre 1952 vient officiellement l'instituer par le prince Rainier III.

« Il est institué, sous Notre Patronage, un Comité olympique monégasque qui a pour objet de préparer et d'assurer la représentation de la principauté aux Jeux olympiques organisés par le Comité international olympique.
Il se conformera aux directives énoncées par le Comité international olympique, tant en ce qui concerne la défense de l'esprit olympique que la préservation de l'emploi des termes et des emblèmes olympiques.
Il se tiendra en relation constante avec le Comité international olympique et son président aura seul qualité pour y représenter les intérêts des fédérations et groupements sportifs monégasques. »

— Article 1er de la l'ordonnance souveraine no 688 du 31 décembre 1952
Il est présidé depuis 1985 par le prince Albert II de Monaco.

## Forme juridique
À la suite de la délibération du conseil de Gouvernement en date du 22 octobre 1975 et par ordonnance souveraine du 30 octobre 1975, le Comité olympique monégasque prend alors la forme d'une association de droit monégasque, à l'époque régie par la loi de 1949.